# Nicholas David Pyenson
Nicholas Pyenson est un paléontologue américain, conservateur des mammifères marins fossiles au Musée national d'histoire naturelle du Smithsonian Institution à Washington, DC. Il est également l'auteur de plusieurs ouvrages de vulgarisation scientifique, dont le livre Spying on Whales: The Past, Present, and Future of Earth's Most Awesome Creatures.

## Éducation
Pyenson obtient un baccalauréat de l'Université Emory et complète ses études doctorales en biologie intégrative à l'Université de Californie à Berkeley en 2008. Pendant ce temps, il travaille également au Musée de paléontologie de l'Université de Californie. L'intérêt de Pyenson pour les baleines le conduit à son sujet de thèse, « Comprendre la paléoécologie et l'évolution des cétacés dans l'est de l'océan Pacifique Nord pendant le Néogène ». Pyenson réalise ensuite un stage postdoctoral à l'Université de la Colombie-Britannique.

## Recherche et carrière
Les recherches de Pyenson se concentrent sur les modèles d'évolution des animaux marins à travers le temps, avec un accent particulier sur les modèles d'évolution convergente chez les baleines. Il étudie aussi les siréniens, les tortues marines, les pinnipèdes, les requins et autres animaux marins. Pyenson est l'auteur de plus de 70 publications scientifiques, dont des articles dans les revues Science et Nature, étudiant des questions sur l'évolution de la taille corporelle animale. En 2012, Pyenson et ses collègues rapportent la découverte d'un nouvel organe sensoriel qui facilite le comportement de certaines baleines à fanons rorqual. D'autres travaux permettent de développer la compréhension du melon odontocète, une structure impliquée dans l'écholocalisation.
En 2017, Pyenson reçoit un prix présidentiel de début de carrière pour les scientifiques et les ingénieurs du président des États-Unis Barack Obama et remporte plusieurs prix de recherche du Smithsonian, dont le Secretary’s Research Prize. Pyenson est membre de la communauté des jeunes scientifiques du Forum économique mondial, Kavli Fellow à l'Académie nationale des sciences et spécialiste Fulbright au Département d'État américain,.

## Écrits et présence dans les médias
Les écrits de Pyenson sur des sujets allant des baleines à la science et à la société sont publiés dans des revues telles que le New York Times, Scientific American, Smithsonian (magazine), et le Washington Post. Son travail fait l'objet d'articles dans des publications telles que National Geographic, le New York Times, le Wall Street Journal, le New Yorker, NPR et autres.
Son livre Spying on Whales (Viking Press, 2018), caractérisé comme « le meilleur de la vulgarisation scientifique » par le biologiste E.O. Wilson, est évalué favorablement par NPR et le New York Times, et est finaliste en 2019 pour le meilleur livre scientifique pour jeunes adultes de l'American Association for the Advancement of Science.